# Badmotorfinger
Badmotorfinger is het derde studioalbum van de Amerikaanse rockband Soundgarden. Het kwam uit op 8 oktober 1991 op platenlabel A&M Records in een tijd waarin het nieuwe genre grunge doorbrak bij het mainstream-publiek. In de schaduw van Nirvana's Nevermind en Pearl Jams Ten droeg ook Badmotorfinger bij aan de grunge-hype van begin jaren negentig. De door Nevermind gevestigde aandacht op de grunge-scene van Seattle viel ook Soundgarden ten deel, waardoor Badmotorfinger en de band zelf bekend werden bij een breder publiek.
Het album is bekroond met dubbel platina en werd in 1992 genomineerd voor een Grammy Award in de categorie 'Best Metal Performance'.
Van het album werden de singles "Jesus Christ Pose", "Outshined" en "Rusty Cage" uitgebracht. "Room a Thousand Years Wide" was al voor het verschijnen van Badmotorfinger als single uitgebracht op Soundgardens eerdere platenlabel Sub Pop. Met name "Outshined" en "Rusty Cage" kenden regelmatige airplay op alternatieve rock-stations en MTV.

## Tracks
Alle lyrics geschreven door Chris Cornell, tenzij anders aangegeven.

| Nr. | Titel                             | Tekst    | Muziek                                      | Duur |
| --- | --------------------------------- | -------- | ------------------------------------------- | ---- |
| 1.  | Rusty Cage                        |          | Cornell                                     | 4:26 |
| 2.  | Outshined                         |          | Cornell                                     | 5:11 |
| 3.  | Slaves & Bulldozers               |          | Cornell, Ben Shepherd                       | 6:56 |
| 4.  | Jesus Christ Pose                 |          | Matt Cameron, Cornell, Shepherd, Kim Thayil | 5:51 |
| 5.  | Face Pollution                    |          | Shepherd                                    | 2:24 |
| 6.  | Somewhere                         | Shepherd | Shepherd                                    | 4:21 |
| 7.  | Searching with My Good Eye Closed |          | Cornell                                     | 6:31 |
| 8.  | Room a Thousand Years Wide        | Thayil   | Cameron                                     | 4:06 |
| 9.  | Mind Riot                         |          | Cornell                                     | 4:49 |
| 10. | Drawing Flies                     |          | Cameron                                     | 2:25 |
| 11. | Holy Water                        |          | Cornell                                     | 5:07 |
| 12. | New Damage                        |          | Thayil, Cameron                             | 5:40 |

## SOMMS (Satanoscillatemymetallicsonatas)
Naar aanleiding van Soundgardens optreden op Lollapalooza 1992 werd een gelimiteerde uitgave van Badmotorfinger uitgegeven die als bonus de ep Satanoscillatemymetallicsonatas bevatte. De lange titel is een palindroom en wordt meestal afgekort tot SOMMS. De ep bestaat uit drie covers (van respectievelijk Black Sabbath, Devo en de Rolling Stones), een eigen nummer en een live-nummer. Bij het Black Sabbath-nummer "Into the Void" verving Soundgarden de originele teksten door teksten van Chief Sealth. Het nummer werd in 1993 genomineerd voor een Grammy Award in de categorie 'Best Metal Performance'.
| Nr. | Titel                      | Schrijver(s)                                                      | Duur |
| --- | -------------------------- | ----------------------------------------------------------------- | ---- |
| 1.  | Into the Void (Sealth)     | Chief Sealth, Ozzy Osbourne, Tony Iommi, Geezer Butler, Bill Ward | 6:37 |
| 2.  | Girl U Want                | Gerald Casale, Mark Mothersbaugh                                  | 3:29 |
| 3.  | Stray Cat Blues            | Mick Jagger, Keith Richards                                       | 4:46 |
| 4.  | She's a Politician         | Cornell                                                           | 1:48 |
| 5.  | Slaves & Bulldozers (live) | Cornell, Shepherd                                                 | 8:38 |

## Bezetting
Bandleden
- Chris Cornell — zang, gitaar
- Kim Thayil — gitaar
- Ben Shepherd — basgitaar
- Matt Cameron — drums

Gastmusici en producenten
- Larry Brewer — assistent producent
- Mark Dancey — cover illustratie
- Terry Date — producent, systeemtechnicus
- Scott Granlund — saxofoon op "Room a Thousand Years Wide" en "Drawing Flies"
- Efren Herrera, John Jackson — assistenten
- Michael Lavine — fotografie
- Ernst Long — trompet op "Face Pollution", "Room a Thousand Years Wide", en "Drawing Flies"
- Len Peltier — beeldredacteur
- Soundgarden — producenten
- Ron Saint Germain — mixdown
- Damon Stewart — verteller op "Searching with My Good Eye Closed"
- Walberg Design — design
- Howie Weinberg — mastering